# Kapuzinerkloster Engen
Das Kapuzinerkloster Engen ist ein abgegangenes Kloster des Kapuzinerordens in der Stadt Engen. Die Grundsteinlegung erfolgte 1618. Das Kloster wurde 1820 aufgehoben und bis 1825 zu einem Spital umgebaut, das 1883 abbrannte. Die Laienkirche wurde 1887 als Spitalkirche in den Grundmauern wiederaufgebaut. Erhalten hat sich die daneben liegende unterirdische Kapuzinergruft.

## Geschichte

### Gründung
Das Provinzkapitel der Schweizerischen Kapuzinerprovinz in Luzern vom 16. bis zum 21. September 1616 erhielt einen Brief des Konstanzer Bischofs Jakob Fugger, der den Wunsch des Bürgermeisters Christophor Vogler und des Dekanates Engen nach einer Klostergründung in der Stadt übermittelte. Zuvor hatte der lutheranische Landesherr Maximilian von Pappenheim bereits seine Zustimmung erteilt. Erst nach nochmaligem Insistieren der Stadt auf dem Provinzkapitel in Luzern vom 14. bis zu 20. September 1618 in Luzern wurde das Klosterprojekt in Angriff genommen.

### Das Kloster
Im Oktober 1618 wurde der Grundstein vom Abt des Klosters Rheinau Eberhard III. von Bernhausen-Kempten (1613–1642) auf einem felsigen Gelände unterhalb des Ballenberges gelegt. Die notwendigen Mittel für den Bau spendeten Vogler und die Bürgerschaft. Der Bau wurde vom Fabriciarius des Ordens Adrian Mailin von Stockach geleitet. Am 20. August 1620 erfolgte die Weihe der Laienkirche durch den Konstanzer Suffraganbischof Johann Anton Tritt von Wilderen zu Ehren Mariä der Engel. Während der Pestepidemie von 1635 engagierten sich die Kapuziner in der Krankenpflege, wobei zwei Patres an der Seuche verstarben. Bei der Belagerung und Einnahme von Engen 1640 nahm Johann Ludwig von Erlach sein Quartier im Kloster und beschoss die Stadt vom Klostergarten aus. Am 16. April 1668 spaltete sich die neue vorderösterreichische Kapuzinerprovinz von der schweizerischen Kapuzinerprovinz ab. Man war der Auffassung die Schweizer seien den Österreichern von jeher abhold. Auf Anordnung des Provinzkapitels wurde der Laienkirche 1725 eine Kapelle zu Ehren des Ordensheiligen Felix von Cantalice mit einer unterirdischen Gruft angebaut. Bei einer über ein halbes Jahr anhaltenden Fleckfieberepidemie im Herbst 1771 übernahmen die Kapuziner erneut die Pflege der Erkrankten, wobei mehrere Patres selbst der Seuche zum Opfer fielen. Nach einem Erlass der Wiener Regierung vom 4. April 1781 wurde das Engener Kapuzinerkloster in die neu gegründete schwäbische Kapuzinerprovinz inkorporiert. In den Koalitionskriegen wurde das Kloster von beiden Parteien 1796, 1799 und 1800 als Quartier benutzt und geplündert.

### Säkularisation
Am 28. Dezember 1802 setzte die fürstenbergische Regierung das Kloster auf den Aussterbeetat. Im Januar 1810 lebten im Kloster noch acht Patres und zwei Laienbrüder, von denen vier Patres bis 1814 verstarben. 1820 erfolgte die Aufhebung des Klosters. Nach der Entweihung der Klosterkirche durch den Stadtpfarrer Josef Anton Schlosser wurde das bewegliche Inventar am 28. Oktober 1820 versteigert. Die Ausstattung der Laienkirche verblieb größtenteils vor Ort.

### Ausstattung
Teile der Kirchenausstattung, wie der Tabernakel des Fidelisaltares, die Kreuzpartikel und Paramente, gingen 1820 in den Besitz des Stadtpfarrers über. Die am Ort verbliebene Ausstattung der Laienkirche wurde durch den Brand von 1883 fast vollständig vernichtet. Im Besitz der Stadt Engen hat sich das 1729 von Josef Ignatius Wegscheider gemalte Altarblatt der Kapuzinerkirche, das das Martyrium des Heiligen Fidelis von Sigmaringen nach Sebastiano Conca darstellt, erhalten. Es konnte 1883 beim Brand der Kapuzinerkirche gerettet werden.

### Auflösung der Bibliothek
Zwei Bände der Klosterbibliothek mit dem Vermerk Loci capuc. Engae wurden 1769 an das Kloster Rheinau abgegeben und sind heute im Besitz der Zentralbibliothek Zürich. Fünf Missale und fünf Requiemsbücher wurden 1820 in die Hofkapelle nach Donaueschingen überführt. Ein Band der Engener Klosterbibliothek ist im Inkunabelkatalog des Germanischen Nationalmuseums Nürnberg unter der Nummer 817 verzeichnet.